# Lac la Martre
Lac la Martre är en sjö i territoriet Northwest Territories i Kanada. Lac la Martre ligger 265 meter över havet och arean är 1 776 kvadratkilometer.
Trakten runt Lac la Martre är nära nog obefolkad, med mindre än två invånare per kvadratkilometer. Vid sjöns östra ände finns samhället Whatì.
Trakten ingår i den boreala klimatzonen.